# Arquitectura Sin Fronteras
Arquitectura Sin Fronteras (ASF) es una organización no gubernamental para el desarrollo española creada en 1992, con el objetivo de defender el derecho a una vivienda digna y a la ciudad; y de cooperar en el campo de la arquitectura social, con proyectos de viviendas, escuelas, centros de salud, redes de saneamiento o formación y capacitación.  
ASF trabaja conjuntamente con organizaciones de América Latina y África que solicitan su colaboración, con proyectos que buscan la mejora de la habitabilidad básica, y cambios reales y tangibles en la calidad de vida de la población, que favorezcan un desarrollo local no dependiente y participativo. En España desarrolla proyectos de cooperación local y educación para el desarrollo en las ciudades donde tiene presencia (actualmente ASF tiene demarcaciones territoriales en Cataluña, Madrid, Galicia, Euskadi, Navarra, Andalucía, Comunidad Valenciana y Murcia; en fase de creación en Asturias).
Apuesta por el desarrollo sostenible, aportando la experiencia en arquitectura, infraestructuras, urbanismo y medio ambiente. ASF recibió la declaración de utilidad pública en 1999. Es miembro de la Coordinadora de ONGD España, y de las coordinadoras autonómicas de Euskadi, Galicia, Extremadura, Navarra, Comunidad Valenciana, Aragón, Cataluña y Madrid. También pertenece a la Plataforma 2015, a Habitat Internacional Coalition y a ASF International Network.
En 2001, se inauguró en Bosnia un colegio construido con ASF en colaboración con Ingenieros sin Fronteras, con el apoyo de la Agencia Española de Cooperación Internacional para el Desarrollo.
En 2007 ASF recibió dos galardones: uno del Colegio de Aparejadores y Arquitectos Técnicos de Barcelona, por su trayectoria en cooperación local, y otro de la Fundación Abbott, a la Cooperación Sanitaria en Iberoamérica, por la colaboración de ASF en un proyecto desarrollado por Global Nature.
En 2014, ASF recibió el premio Vassilis Sgoutas de la Unión Internacional de Arquitectos (UIA).
En 2015 la ONG cambió el nombre previo de Arquitectos Sin Fronteras a Arquitectura Sin Fronteras.